# هلموت کرمرس
هلموت کرمرس (به آلمانی: Helmut Kremers) بازیکن فوتبال و مدافع اهل آلمان است که از سال ۱۹۷۳ میلادی عضو تیم ملی فوتبال آلمان بوده‌است. وی در ۸ بازی ملی حضور داشته است و آخرین بازی ملی خود را در سال ۱۹۷۵ میلادی انجام داد. هلموت کرمرس در بازی‌های ملی‌اش گلی به ثمر نرساند.